# Montigny-le-Gannelon
Montigny-le-Gannelon és un municipi francès, situat al departament de l'Eure i Loir i a la regió de Centre – Vall del Loira. L'any 2007 tenia 488 habitants.

## Demografia

### Població
El 2007 la població de fet de Montigny-le-Gannelon era de 488 persones. Hi havia 213 famílies, de les quals 55 eren unipersonals (43 homes vivint sols i 12 dones vivint soles), 75 parelles sense fills, 75 parelles amb fills i 8 famílies monoparentals amb fills.
La població ha evolucionat segons el següent gràfic:
Habitants censats

### Habitatges
El 2007 hi havia 309 habitatges, 213 eren l'habitatge principal de la família, 69 eren segones residències i 27 estaven desocupats. 307 eren cases i 1 era un apartament. Dels 213 habitatges principals, 170 estaven ocupats pels seus propietaris, 41 estaven llogats i ocupats pels llogaters i 1 estava cedit a títol gratuït; 2 tenien una cambra, 9 en tenien dues, 40 en tenien tres, 63 en tenien quatre i 98 en tenien cinc o més. 156 habitatges disposaven pel capbaix d'una plaça de pàrquing. A 97 habitatges hi havia un automòbil i a 102 n'hi havia dos o més.

### Piràmide de població
La piràmide de població per edats i sexe el 2009 era:
| Homes | Edats   | Dones |
| ----- | ------- | ----- |
| 0     | 95 o +  | 0     |
| 0     | 90 a 94 | 0     |
| 4     | 85 a 89 | 4     |
| 0     | 80 a 84 | 4     |
| 8     | 75 a 79 | 20    |
| 24    | 70 a 74 | 8     |
| 4     | 65 a 69 | 12    |
| 8     | 60 a 64 | 12    |
| 4     | 55 a 59 | 4     |
| 20    | 50 a 54 | 8     |
| 24    | 45 a 49 | 32    |
| 8     | 40 a 44 | 12    |
| 24    | 35 a 39 | 28    |
| 16    | 30 a 34 | 8     |
| 4     | 25 a 29 | 4     |
| 24    | 20 a 24 | 16    |
| 20    | 15 a 19 | 24    |
| 8     | 10 a 14 | 20    |
| 12    | 5 a 9   | 8     |
| 8     | 0 a 4   | 4     |

## Economia
El 2007 la població en edat de treballar era de 319 persones, 245 eren actives i 74 eren inactives. De les 245 persones actives 227 estaven ocupades (126 homes i 101 dones) i 18 estaven aturades (9 homes i 9 dones). De les 74 persones inactives 33 estaven jubilades, 20 estaven estudiant i 21 estaven classificades com a «altres inactius».

### Ingressos
El 2009 a Montigny-le-Gannelon hi havia 215 unitats fiscals que integraven 505 persones, la mediana anual d'ingressos fiscals per persona era de 18.414 €.

### Activitats econòmiques
Dels 15 establiments que hi havia el 2007, 1 era d'una empresa extractiva, 2 d'empreses de construcció, 3 d'empreses de comerç i reparació d'automòbils, 1 d'una empresa de transport, 3 d'empreses d'hostatgeria i restauració, 1 d'una empresa d'informació i comunicació, 3 d'empreses de serveis i 1 d'una entitat de l'administració pública.
Dels 3 establiments de servei als particulars que hi havia el 2009, 2 eren fusteries i 1 restaurant.
L'any 2000 a Montigny-le-Gannelon hi havia 7 explotacions agrícoles que ocupaven un total de 448 hectàrees.

## Equipaments sanitaris i escolars
El 2009 hi havia una escola elemental integrada dins d'un grup escolar amb les comunes properes formant una escola dispersa.

## Poblacions més properes
El següent diagrama mostra les poblacions més properes.